# نادي إنتينت
نادي إنتينت سانوا سانت غراتين (بالفرنسية: L'Entente Sannois Saint-Gratien)‏ نادي كرة قدم فرنسي يلعب في دوري الدرجة الرابعة. تم تأسيس النادي في سنة 1989.